# OSSA 250 Monocasc
L'OSSA 250 Monocasc, sovint anomenada simplement OSSA Monocasc (en castellà: Monocasco; en anglès: Monocoque), fou un prototipus de motocicleta de velocitat desenvolupat per OSSA entre 1967 i 1970 per a competir en el mundial de motociclisme, en la categoria de 250cc. Tot i que inicialment la moto no tenia un nom definit (l'empresa la designava només OSSA GP, pel fet de destinar-la als Grans Premis), ben aviat fou coneguda dins l'ambient motociclista com a OSSA Monocasc a causa del seu innovador xassís.
Dissenyada per l'enginyer Eduard Giró (fill de l'amo de l'empresa Manuel Giró), fou una motocicleta en el seu moment revolucionària i ha estat considerada la monocilíndrica més ràpida de la seva època. Malgrat disposar d'un excel·lent motor de dos temps monocilíndric amb admissió per vàlvula rotativa, la moto presentava una considerable manca de potència envers les seves principals rivals -Yamaha, Benelli i MZ-, equipades amb motors pluricilíndrics que lliuraven 20 CV més que el seu. Tot i així, l'OSSA compensava amb escreix aquest desavantatge gràcies al seu insòlit xassís monocasc (de fet, era la primera moto de Gran Premi a portar-ne un), ja que era prop de 20,5 kg més lleugera i el seu bastidor era molt més rígid que els xassissos convencionals de les altres, gaudint doncs d'una agilitat superior en pista que esdevenia determinant.
Al mateix temps, Santi Herrero, el pilot triat per l'empresa per a pilotar la moto, demostrà una gran categoria i estigué a punt d'aconseguir el títol de Campió del Món durant dues temporades seguides (1969 i 1970), fins que es morí en estavellar-se mentre pilotava la Monocasc al TT de l'Illa de Man de 1970, anant primer a la classificació provisional del campionat. La tragèdia colpí de tal manera OSSA que la marca es retirà definitivament del mundial de velocitat i d'ençà d'aleshores es dedicà en exclusiva al fora d'asfalt.

## Història

### Antecedents
Eduard Giró, conegut com El Tècnic, es llicencià en enginyeria el 1964, a l'edat de 24 anys. El seu projecte de final de carrera fou un motor de dos temps monocilíndric de 250 cc, amb vàlvula rotativa, que desenvoluparia més de 35 CV. En un primer moment, Giró havia pensat destinar aquell motor a les curses pel desert, ben populars aleshores als EUA.

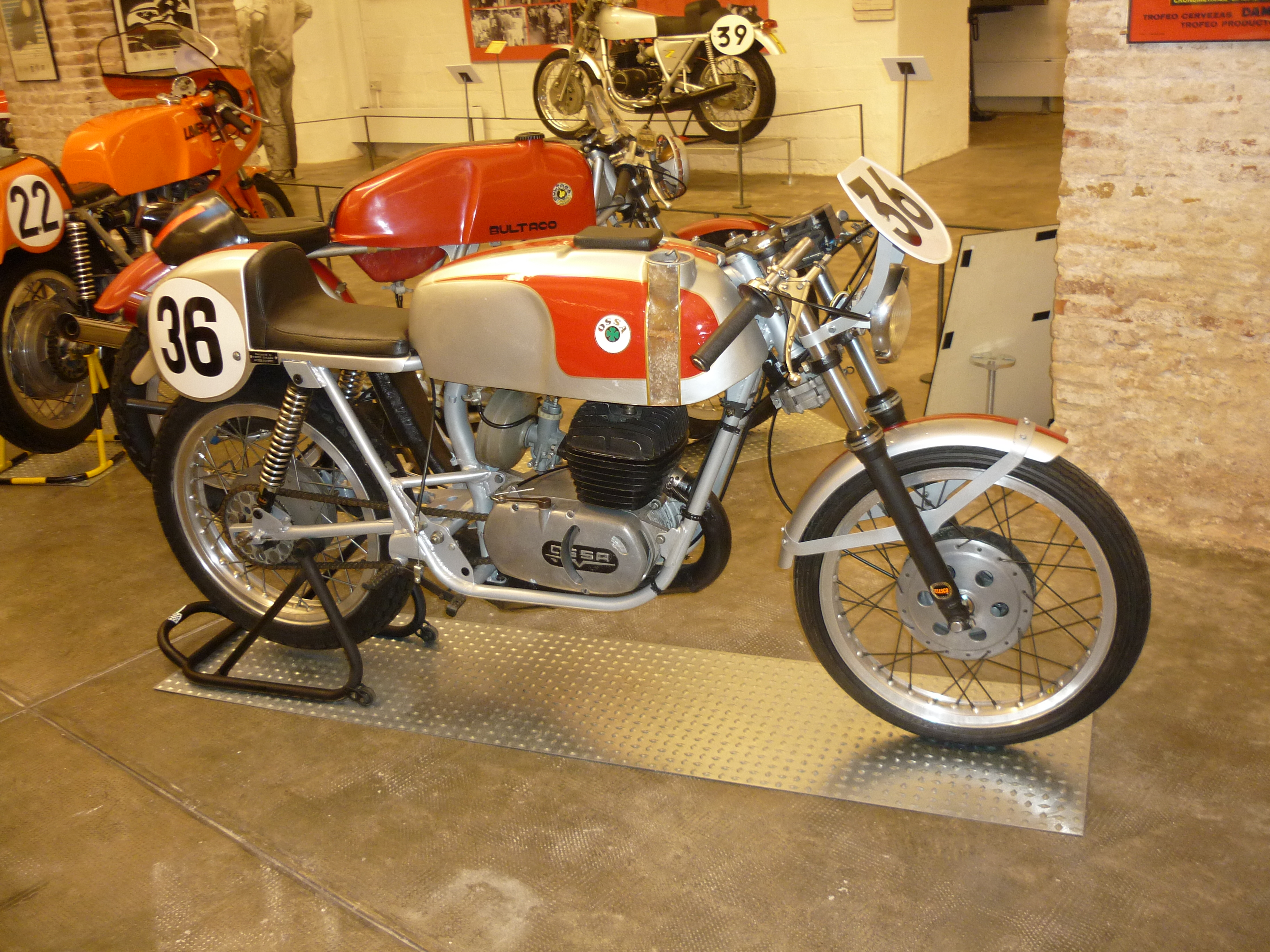
L'OSSA 230 que guanyà les 24 Hores de Montjuïc de. S'hi aprecia el xassís tubular convencional que, a la GP, fou descartat en favor del monocasc.

Aquell mateix any es feu càrrec del departament de prototipus de l'empresa familiar, essent la seva primera tasca la preparació dels motors Colombo de 160 cc fins a convertir-los en els esportius 175 i 230. Aquests motors varen tenir un gran èxit, de manera que l'empresa l'autoritzà a realitzar una mecànica experimental destinada a la competició, per a la qual partí de la base del seu projecte de final de carrera. Un cop va haver muntat aquell motor sobre el xassís d'una OSSA 230 i la va provar en pista, va quedar clar que el motor era excel·lent però calia millorar el xassís, de manera que s'hi posà a treballar i el resultat final, passat un cert temps, va ser el famós xassís monocasc en xapa de magnesi. Com a curiositat, les planxes de magnesi d'aviació les va aconseguir als EUA i, atesa la situació política i econòmica estatal, les va fer importar a França per, tot seguit, entrar-les de contraban a Catalunya pels Pirineus.

### El fitxatge d'Herrero
Nascut a Madrid el 1943, Santiago Herrero s'havia comprat la primera moto a dotze anys i havia debutat en competició el 1962 amb una Derbi, passant després a pilotar una Bultaco Tralla, sempre fent de mecànic ell mateix. Cap a 1963, el fitxà l'amo de l'empresa basca Lube, Luis Bejarano, i Herrero s'instal·là a Barakaldo, on residiria fins a la seva mort. Amb la Lube, Herrero protagonitzà bones actuacions al Campionat d'Espanya de 125cc durant les temporades de 1964 i 1965, fins que la crisi de l'empresa l'obligà a tornar a competir com a privat amb una Bultaco.
Fou aleshores quan entrà en escena Eduard Giró, en aquella època a la recerca d'un pilot de nivell per a desenvolupar el seu prototipus de competició. Giró fitxà Herrero i ja el 1967, encara amb el primer prototipus d'OSSA 250 equipat amb xassís tubular, l'equip va guanyar el seu primer Campionat d'Espanya de 250cc. El candidat inicial de Giró havia estat, però, el valencià César Gracia: el 1966, OSSA l'havia temptejat però Gracia rebutjà l'oferta, ja que havia decidit d'abandonar la competició, i recomanà a Giró que fitxés Salvador Cañellas, Ángel Nieto o, preferentment, Santi Herrero, antic company seu a l'equip de Lube.
De cara a la temporada següent, Giró enllestí el xassís monocasc i, amb la col·laboració d'Herrero, acabà d'afinar el prototipus definitu que havia de debutar al campionat del món el 1968 (sovint, sotmetien a prova la moto en una carretera militar propera a la fàbrica d'OSSA, a tocar de l'aeroport del Prat). Tots dos comptaren, a més, amb el suport d'Esteve Oliveras, mecànic de l'empresa que passà a treballar en exclusiva per a Santi Herrero d'ençà d'aleshores.

### El debut al mundial de 1968

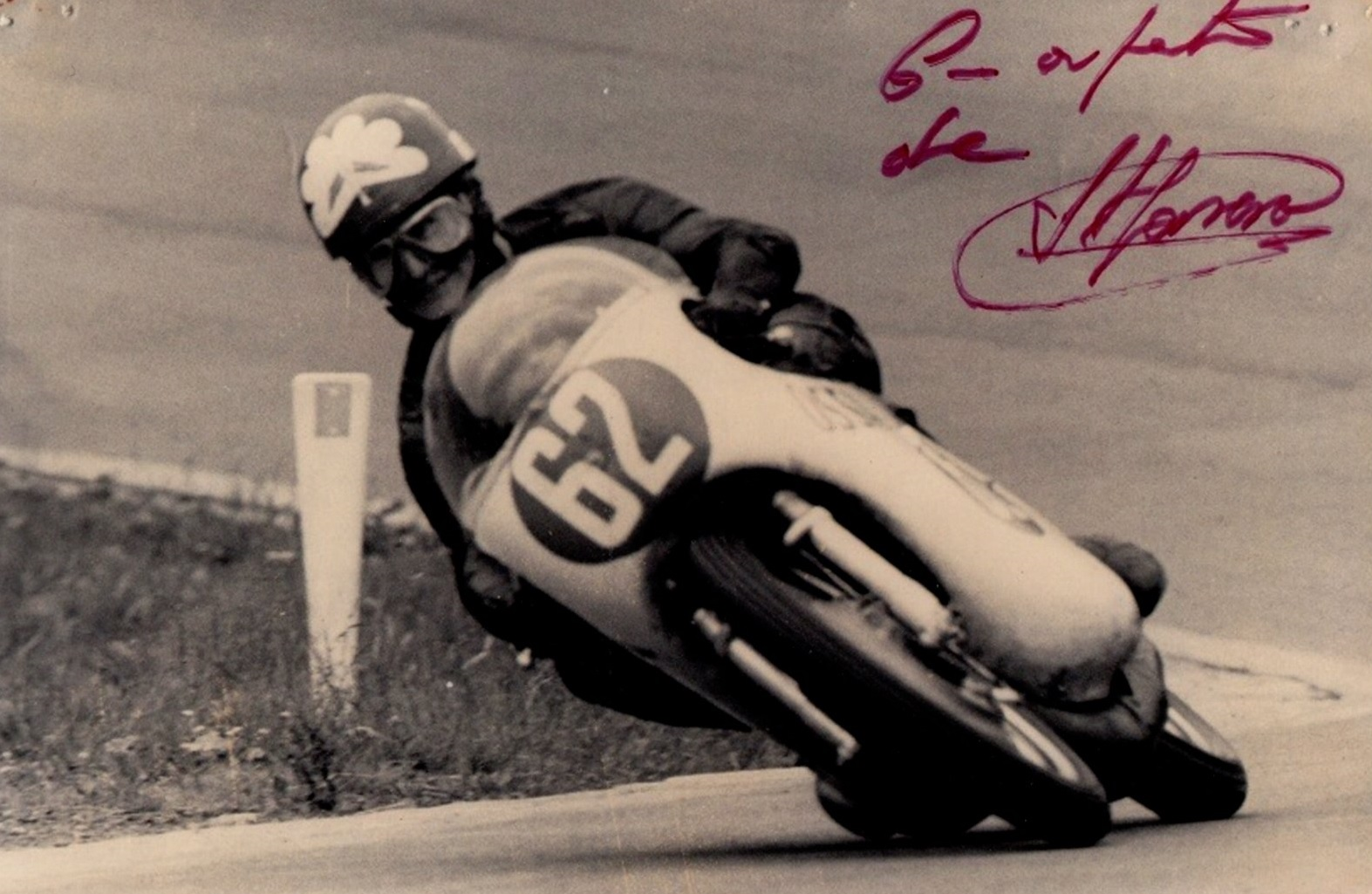
Santiago Herrero amb l'OSSA 250 al GP de Bèlgica de 1968

El campionat del món de 1968 va ser un dels més avançats tecnològicament de tots els temps. En aquells moments, la FIM encara no havia imposat restriccions al reglament per a cap categoria (hi havia establerts només els lògics límits per cilindrades i uns pesos mínims reglamentaris). Per tant, cada fabricant podia competir amb la moto que més li abellís, sense límits ni pel que fa al tipus de motor ni a la quantitat de cilindres, amb la qual cosa les motos esdevenien tecnològicament molt avançades.
D'antuvi, el mundial de 250cc es preveia molt disputat, ja que hi concorrien moltes marques diferents, totes elles amb potents equips oficials. Les principals aspirants eren Yamaha (amb Phil Read i Bill Ivy de pilots), Benelli (amb Renzo Pasolini) i MZ (amb Heinz Rosner). Hi havia també Bultaco, marca que es retiraria a finals de la temporada següent però que el 1968 encara competia amb la TSS 250, una eficaç monocilíndrica amb motor de dos temps pilotada per Ginger Molloy i, de forma semi-privada, per Jack Findlay. Finalment, cal dir que Honda no hi participava (s'havia retirat dels Grans Premis a finals de la temporada anterior), mentre Suzuki i Kawasaki aleshores tot just començaven a treure el nas per aquesta categoria.

Les principals motocicletes amb què hauria de competir l'OSSA eren, doncs, aquestes:
- Yamaha RD05 V4, amb motor de dos temps de 4 cilindres en "V". Aquest tipus de propulsor té l'avantatge sobre els motors en línia que és molt més estret i, a més, els tubs d'escapament poden sortir més rectes (proporcionant doncs més potència), ja que els del darrere surten completament rectes i els dos anteriors, en anar els cilindres inclinats cap endavant, permeten una corba molt curta dels tubs. Gràcies a això, la Yamaha superava els 60 CV i era la més potent de la categoria.[15]
- Benelli 250-4, amb motor de quatre temps de 4 cilindres. Versió reduïda de la reeixida 350-4, era la principal competència de les Yamaha. Els motors de quatre temps seguien essent els millors de l'època, amb una banda de potència molt superior als de dos temps i una gran facilitat per a pujar de revolucions. Per tant, tot i ser lleugerament menys potent que la Yamaha, el motor podia girar a 14.000 rpm (un règim inabastable per a les motocicletes de dos temps) i disposar encara de potència aprofitable.[15]
- MZ 250 GP, amb motor de dos temps bicilíndric. Inventors dels "tubarros"[Hist 5] (MZ havia estat la primera marca a muntar-ne a les seves motos), els alemanys sabien com obtenir més potència d'un motor de dos temps: amb només dos cilindres, les MZ gairebé igualaven la potència de les Yamaha.[15]

Finalment, les potents Yamaha V4 de Phil Read i Bill Ivy varen dominar el campionat (el campió fou Read), però Herrero va deixar ben palès que la petita OSSA era ràpida i fiable, assolint de passada el seu primer podi a la darrera cursa de la temporada, el GP d'Itàlia. Aquell any, a més, tornà a guanyar el Campionat estatal de 250cc.

### 1969-1970: De la glòria al drama
El 1969, Herrero va començar l'any amb victòria i encadenà un seguit de resultats destacats (entre els quals, dues victòries més) que el situaren al capdavant de la classificació del campionat, fins que es va fracturar el braç esquerre per culpa d'una caiguda al GP de l'Ulster. Tot i així, competí i puntuà al següent Gran Premi i arribà a la darrera cursa de la temporada, el GP de Iugoslàvia, a un sol punt del primer classificat. Malgrat començar liderant la cursa, la moto se li va espatllar i va perdre així el que hauria estat el seu primer títol de campió del món (guanyat finalment pel pilot de Benelli Kel Carruthers).
El 1970, Santi Herrero tornà a encadenar diversos bons resultats fins que la seva victòria al GP de Iugoslàvia el situà líder de la classificació del mundial, a l'espera de la cursa següent, a celebrar el 8 de juny: el Tourist Trophy de l'illa de Man. Fou allà on va patir el seu fatal accident, mentre anava tercer durant la darrera volta de la cursa. Segons Stanley Woods, també implicat en la caiguda, la causa en podria haver estat la presència d'«una mica de quitrà tou al revolt». La mort d'Herrero representà una forta sotragada per al món del motociclisme i per a OSSA en particular. L'empresa decidí d'abandonar oficialment la velocitat, ja que, com declarà Eduard Giró: «Corríem per en Santi i no tornarem a córrer sense ell».

## Actualitat
El 2011, l'estudi de disseny barceloní Art-Tic creà un prototipus de motocicleta elèctrica inspirat estèticament en l'OSSA Monocasc, el qual anomenà «Monocasco». D'altra banda, cal dir que el prototipus original de 1968 s'ha conservat i actualment és propietat de Jaume Alguersuari, pare del pilot de Fórmula 1 i periodista especialitzat en el món del motor (fou fundador de la revista Solo Moto i del Grup Alesport). Alguersuari té la moto al seu despatx, situat a l'Hospitalet de Llobregat.

## Característiques

### Motor
El motor ideat per Eduard Giró, de 248,22 cc i amb unes mesures internes poc vistes a l'època (70 mm de diàmetre per 64,5 mm de carrera del pistó), era molt voluminós, ja que es va dissenyar pensant en futures ampliacions de cilindrada fins als 400 cc. El cilindre era d'aliatge lleuger i camisa de fosa, amb un gran espirall d'escapament i un pistó de fosa dissenyat per Giró i construït per Tarabusi. La biela disposava d'una gàbia per al cap dissenyada també per Giró, ja que no en va trobar cap al mercat com la que necessitava, mentre la culata d'aliatge lleuger era més tradicional i comptava amb càmera d'explosió hemisfèrica. La relació de compressió es podia variar tot canviant la junta de culata.

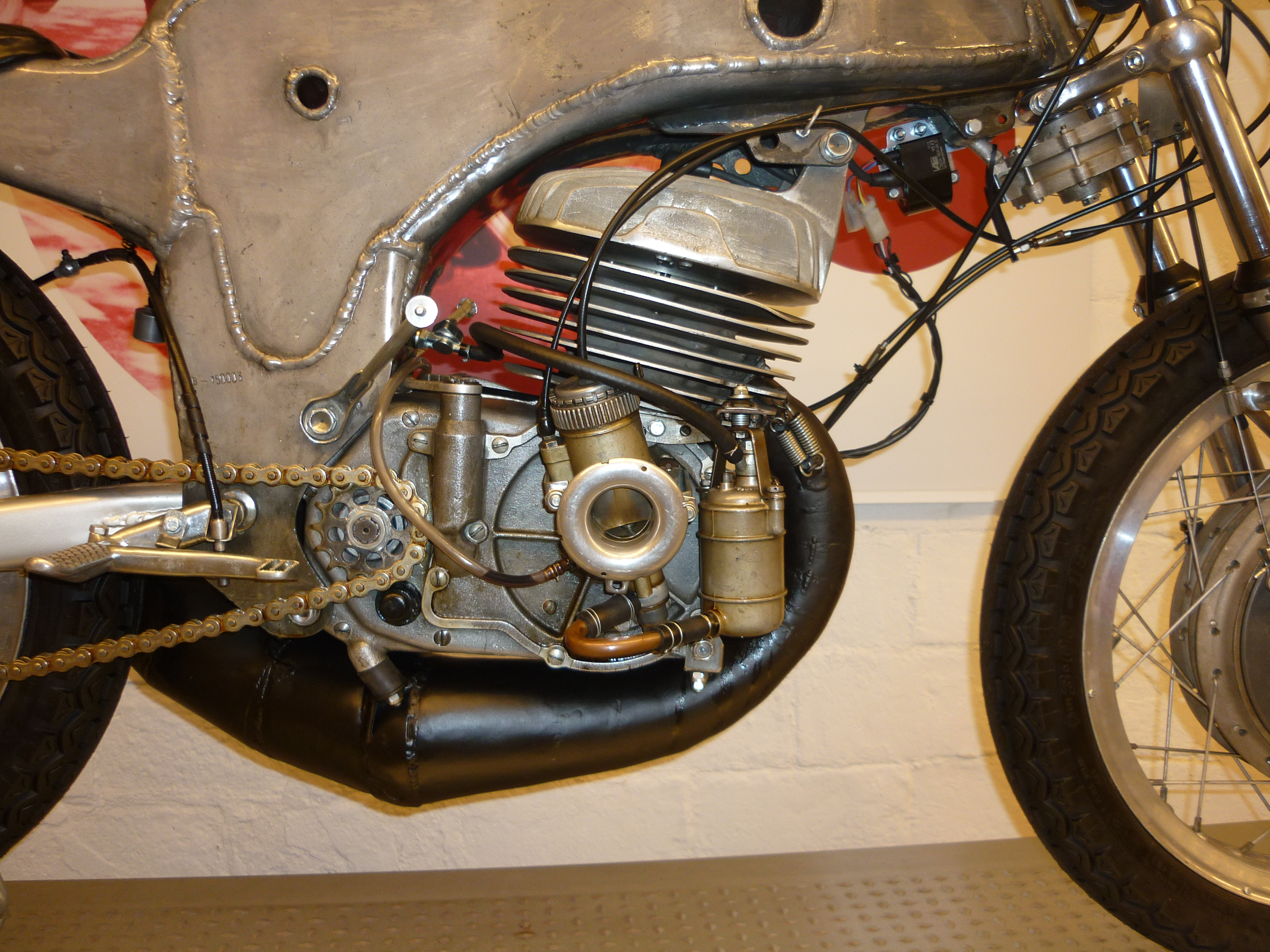
Vista del motor de 248,22 cc amb vàlvula rotativa de l'OSSA

El cigonyal també estava dissenyat exclusivament per a aquest motor i disposava de dues característiques especials (canalització interna de greixatge i forats concèntrics al boló d'encaix), alhora que s'havia equilibrat fins a reduir-ne al mínim les vibracions. La principal característica del motor era, però, l'admissió per vàlvula rotativa, una tècnica que s'intentà repetidament a Catalunya durant la dècada de 1970 sense gaire bons resultats, mentre Giró hi reeixí amb escreix.
Els càrters eren d'alumini, la transmissió per engranatges de dents rectes i l'embragatge de discs múltiples en sec. El canvi era de 6 velocitats i constava de selector de forquilla sobre el tambor. Els pinyons estaven situats de manera que la primera i la segona marxa quedaven als extrems i la cinquena i la sisena ocupaven el centre (disposició pensada pel fet de no canviar habitualment les quatre darreres marxes, però sí les dues primeres). Pel que fa al carburador, per bé que Giró en volia un amb major diàmetre de difusor s'hagué de conformar amb un Dell'Orto de 42 mm, el millor que va trobar al mercat.
El sistema d'escapament, dissenyat per Giró, era un tubarro de grans dimensions que permetia un bon alleujament del motor. La primera versió del motor tenia la sortida de l'escapament per la part posterior del cilindre, però amb l'adopció del xassís monocasc es va tornar a la configuració tradicional amb sortida pel davant. Aquest canvi obligà a variar-ne la morfologia, però es va poder beneficiar de tots els estudis de ressonància d'ones que havia fet Giró. Lleig per fora, amb soldadures mal acabades i amb un so sord, oferia però un rendiment òptim i unes prestacions immillorables, fins al punt que ha estat considerat el millor tub d'escapament mai fet per a una motocicleta de competició.

#### Projectes paral·lels
Atès que el motor inicial, en ser refrigerat per aire, se sobreescalfava i perdia així potència, Giró en va dissenyar un altre de refrigerat per aigua, amb càrters de magnesi. Aquest segon motor es va muntar al xassís gran (vegeu secció "Xassís") i va ser emprat sovint per Carles Giró, cosí d'Eduard, aconseguint-hi molt bons resultats (entre els quals, el Campionat estatal de 1969). Al moment de la mort de Santiago Herrero encara estava en fase de desenvolupament, alhora que se n'estava preparant una versió de 500 cc basada en la mecànica de la Yankee; tant l'un com l'altre varen ser definitivament arraconats en morir Herrero.

### Xassís

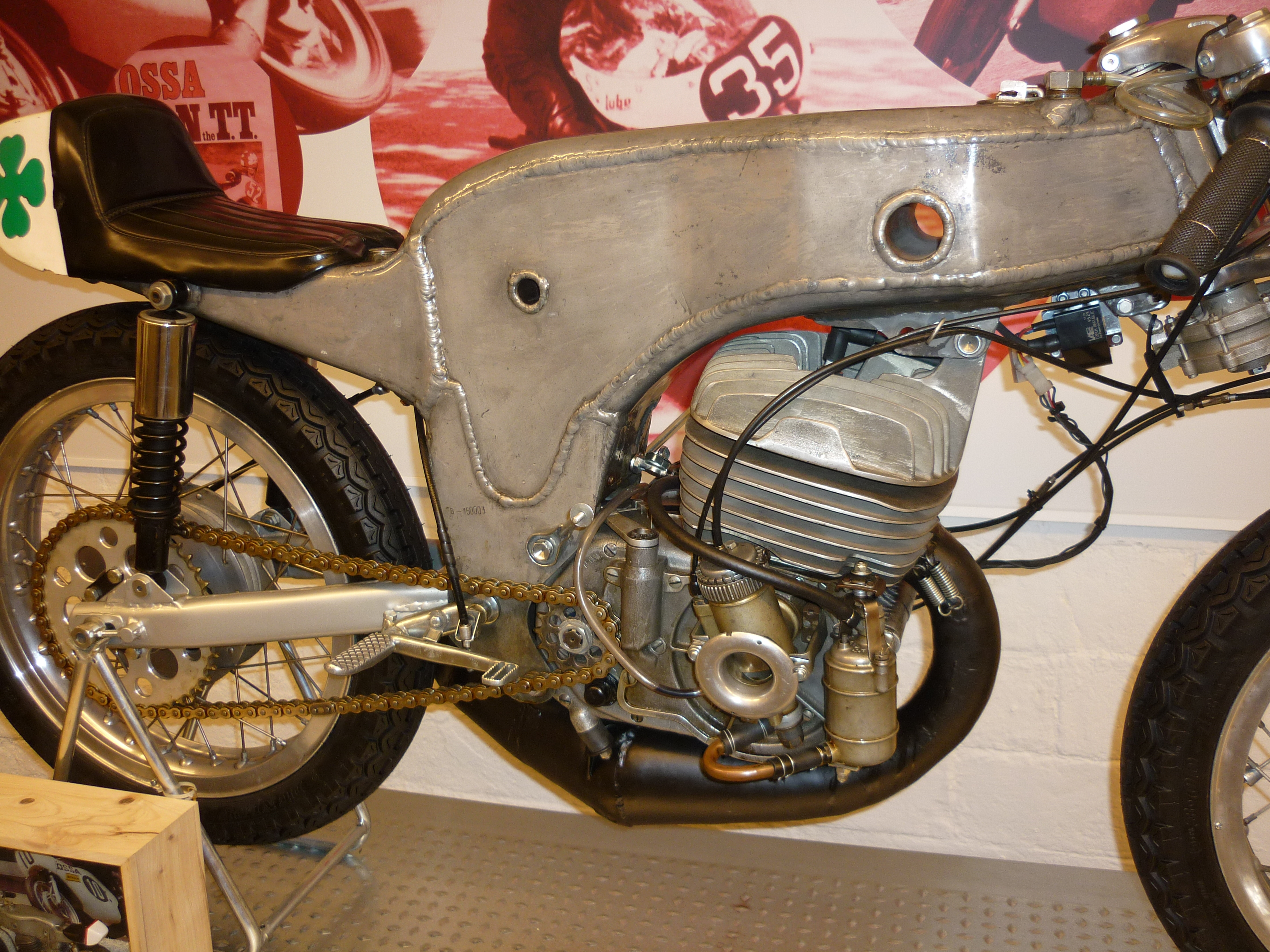
Vista del xassís monocasc de l'OSSA

La primera versió de la moto feia servir el xassís multitubular de l'OSSA 230, clarament insuficient, per la qual cosa Eduard Giró va dissenyar, partint de zero, un xassís monocasc. A banda del la seva estructura, el principal tret característic del xassís era el material triat per Giró, xapa de magnesi, aleshores impossible de trobar a Europa (va caldre, doncs, importar-lo dels EUA des de França i passar-ho de contraban pels Pirineus).
El magnesi en qüestió era d'aliatge OZ81 i tenia un gruix d'1/4 de polzada. Atès que a l'època no hi havia màquines ni tècnics preparats per a soldar aquest material en tot l'estat espanyol, OSSA hagué de dissenyar una soldadora que va funcionar perfectament. Finalment, es va aconseguir un conjunt que pesava tot just 7,400 kg i gaudia d'una rigidesa desconeguda fins aleshores.
El xassís, amb el dipòsit de benzina integrat i un petit dipòsit d'oli al colín (darrere el selló), es va fer en dues versions: una amb el dipòsit de 18 litres i l'altra, de 23 litres. La segona versió es va destinar inicialment al prototipus equipat amb refrigeració líquida, per bé que tots dos es podien combinar a voluntat; la major capacitat del segon dipòsit era òptima per a curses de llarga distància, com ara el Tourist Trophy.

### Suspensió i frens
La suspensió del darrere, per al disseny de la qual Eduard Giró s'inspirà en l'aeronàutica, constava d'un sistema oleopneumàtic que es va construir en col·laboració amb Telesco; es basava en un dipòsit situat sobre del colín, amb dos amortidors sense molla -col·locats de forma convencional- els quals disposaven d'una membrana que separava el gas (nitrogen a una pressió de 30 kg/cm³) de l'oli. Unes vàlvules situades al dipòsit regulaven independentment l'extensió i la compressió dels hidràulics. El sistema no acabà de rutllar i finalment es va canviar per un parell d'amortidors Girling.
El basculant de la roda posterior, molt curt i construït en crom-molibdè SAE 41304 importat dels EUA, disposava de tubs de secció ovalada i pesava 3,100 kg, essent també inusualment rígid.
La forquilla anterior era inicialment Telesco, però també es va acabar canviant per una Ceriani amb barres de 35 mm de diàmetre, a la qual se li va reduir el recorregut original de 120 mm fins als 90 mm. Pel que fa als frens, l'inicial tambor Oldani fou finalment substituït per un Ceriani quan es va canviar la forquilla anterior. Per al fre posterior es va fer servir el cub d'una OSSA Enduro, treballat fins a obtenir-ne un funcionament òptim.

### Fitxa tècnica
| • Configuració motor |
| --- |
| - Tipus: 1 cilindre - Cicle: dos temps - Refrigeració: Per aire - Carburador: Dell'Orto SSI 42 mm - Admissió: Per vàlvula rotativa - Embragatge: Multidisc en sec - Encesa: Electrònica Motoplat - Transmissió: Per engranatges rectes |

| • Altres |
| --- |
| - Xassís: Monocasc en xapa de magnesi amb el dipòsit integrat - Distància entre eixos: 1.305 mm - Longitud total: 1.935 mm - Amplada màxima: 380 mm |

Notes
1. ↑  El pes en sec s'ha deduït de la dada aportada per Esteve Oliveras,[25] suposant que els 103 kg que esmenta eren amb el dipòsit buit, sense benzina.
2. ↑  N'hi havia una altra versió, de 23 litres de capacitat.[7]
3. ↑  N'hi havia una altra versió, refrigerada per aigua.[7]

## Innovacions
Equipada amb un motor de només un cilindre, l'OSSA 250 Monocasc de 1968 vorejava els 40 CV de potència (20 menys que la competència) a 11.500 rpm. Per bé que un dels seus principals avantatges era el pes (vora 20 kg menys que la competència), aconseguit pel fet de dur un motor monocilíndric i un xassís de magnesi, era justament aquest el seu cop amagat. Avançat al seu temps i el millor amb diferència de la seva categoria, el xassís monocasc era una mena d'avantpassat dels actuals Deltabox; tenia una rigidesa desconeguda fins al moment, fora de l'abast de cap altra mena de xassís tubular de l'època.
A més, l'OSSA va ser una de les primeres motos de Gran Premi a disposar d'amortidor de direcció. La suspensió oleopneumàtica del darrere també estava avançada al seu temps, tot i que mai no va acabar de funcionar bé per culpa dels dipòsits, ja que no n'hi havia cap al mercat que aguantés tota la cursa. El motor comptava també amb avenços tecnològics actuals, com ara un canvi extraïble.

### La vàlvula rotativa

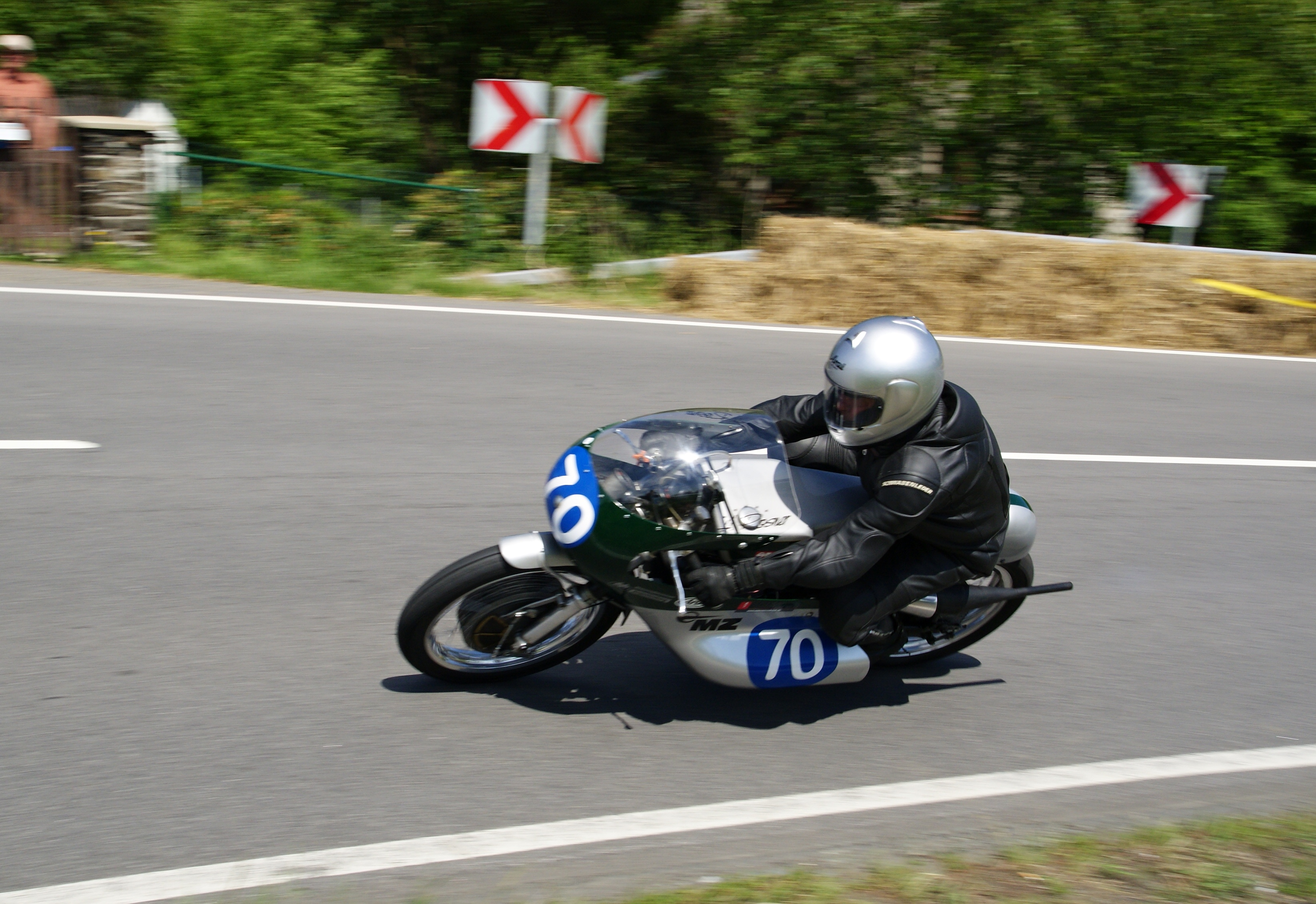
Heinz Rosner amb una MZ 350 dels 60 en una cursa a Zschopau el 2011

El motor de vàlvula rotativa creat per Giró era una joia de la mecànica. La seva tècnica adaptada als motors de dos temps, però, ja feia temps que l'havia ideada i perfeccionada MZ (Motorrad- und Zweiradwerk), un fabricant de motors i motocicletes amb seu a Zschopau (aleshores a la RDA), que produïa a l'antiga fàbrica DKW de Saxònia.
El 1952, l'enginyer Walter Kaaden, acabat d'incorporar a la fàbrica de MZ, adaptà una vàlvula rotativa als motors de dos temps i aconseguí així gairebé duplicar-ne la potència; tot seguit, començà a assajar amb la tècnica de les ones ressonants dels tubs d'escapament, inspirant-se en els orgues musicals (o, pel que fa al cas, en les flautes). Per a Kaaden, un tub d'escapament tenia molt d'art.
El 1953 es varen veure les primeres MZ amb vàlvula rotativa i escapament de ressonància, cosa desconeguda fins aleshores. El 1956, Ernst Degner començà a destacar en els Grans Premis amb una d'aquestes motos i el 1959, MZ guanya ja els seus primers Grans Premis (Gary Hocking els de Suècia i de l'Ulster de 250cc i Luigi Taveri, la prova internacional de Locarno de 125cc).
El 1961 hi ha un cop d'efecte quan Degner, líder del mundial, abandona a un sol Gran Premi del final i deserta de la RDA, enduent-se al Japó tots els secrets i l'experiència acumulada per Kaaden. Suzuki el fitxa de seguida i aplica a les seves motos tot aquest cabal de coneixements, de manera que ja el 1962 Ernst Degner guanya el primer Campionat del Món de 50cc amb una Suzuki amb vàlvula rotativa i escapament de ressonància.
A partir d'aquell moment el motor de dos temps té un auge exponencial i evoluciona fins al punt que queda palès que, amb els mateixos centímetres cúbics, és impossible de batre un dos temps amb un motor de quatre temps. Al mateix temps, Walter Kaaden tornà a demostrar el seu talent en concebre un motor MZ de 125 cc de manera que, per aconseguir-ne un de 250 cc, només calia muntar-ne un altre al costat totalment simètric i independent. Tot i semblar elemental, mai cap fabricant europeu no ho havia aconseguit fins aleshores.

## Resultats al Mundial

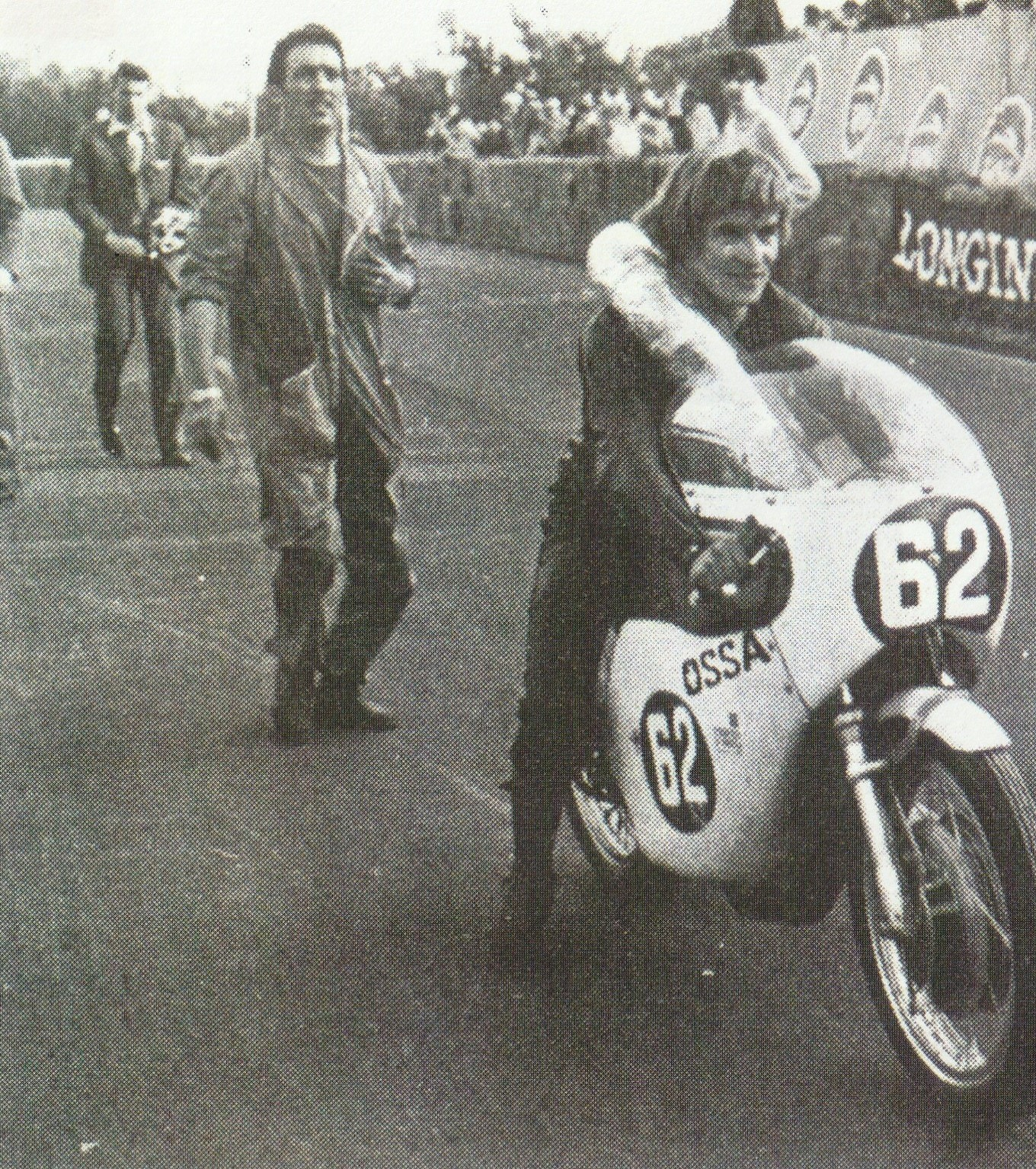
Herrero havent guanyat el GP de Iugoslàvia de 1970 amb l'OSSA 250

La taula següent reflecteix tots els resultats obtinguts per Santi Herrero amb l'OSSA Monocasc al mundial de 250cc.
Barem de puntuació de 1950 a 1968:
| Posició | 1 | 2 | 3 | 4 | 5 | 6 |
| Punts   | 8 | 6 | 4 | 3 | 2 | 1 |

Barem de puntuació de 1969 a 1987:
| Posició | 1  | 2  | 3  | 4 | 5 | 6 | 7 | 8 | 9 | 10 |
| Punts   | 15 | 12 | 10 | 8 | 6 | 5 | 4 | 3 | 2 | 1  |

(Ids. Grans Premis | Llegenda) (Curses en negreta indiquen pole; curses en  itàlica indiquen volta ràpida)
| Any  | 1        | 2        | 3        | 4        | 5     | 6        | 7     | 8        | 9     | 10       | 11    | 12       | Punts | Lloc | Victòries |
| ---- | -------- | -------- | -------- | -------- | ----- | -------- | ----- | -------- | ----- | -------- | ----- | -------- | ----- | ---- | --------- |
| 1968 | BDR 6    | ESP Ret. | IOM Ret. | DTT 6    | BEL 5 | DDR Ret. | CSR - | FIN -    | ULS - | NAT 3    |       |          | 8     | 7è   | 0         |
| 1969 | ESP 1    | BDR Ret. | FRA 1    | IOM 3    | DTT 3 | BEL 1    | DDR 2 | CSR Ret. | FIN 6 | ULS Ret. | NAT 5 | YUG Ret. | 83    | 3r   | 3         |
| 1970 | BDR Ret. | FRA 2    | YUG 1    | IOM Ret. | -     | -        | -     | -        | -     | -        | -     | -        | 27    | 8è   | 1         |